# Giannangelo Gaudenzio Madruzzo

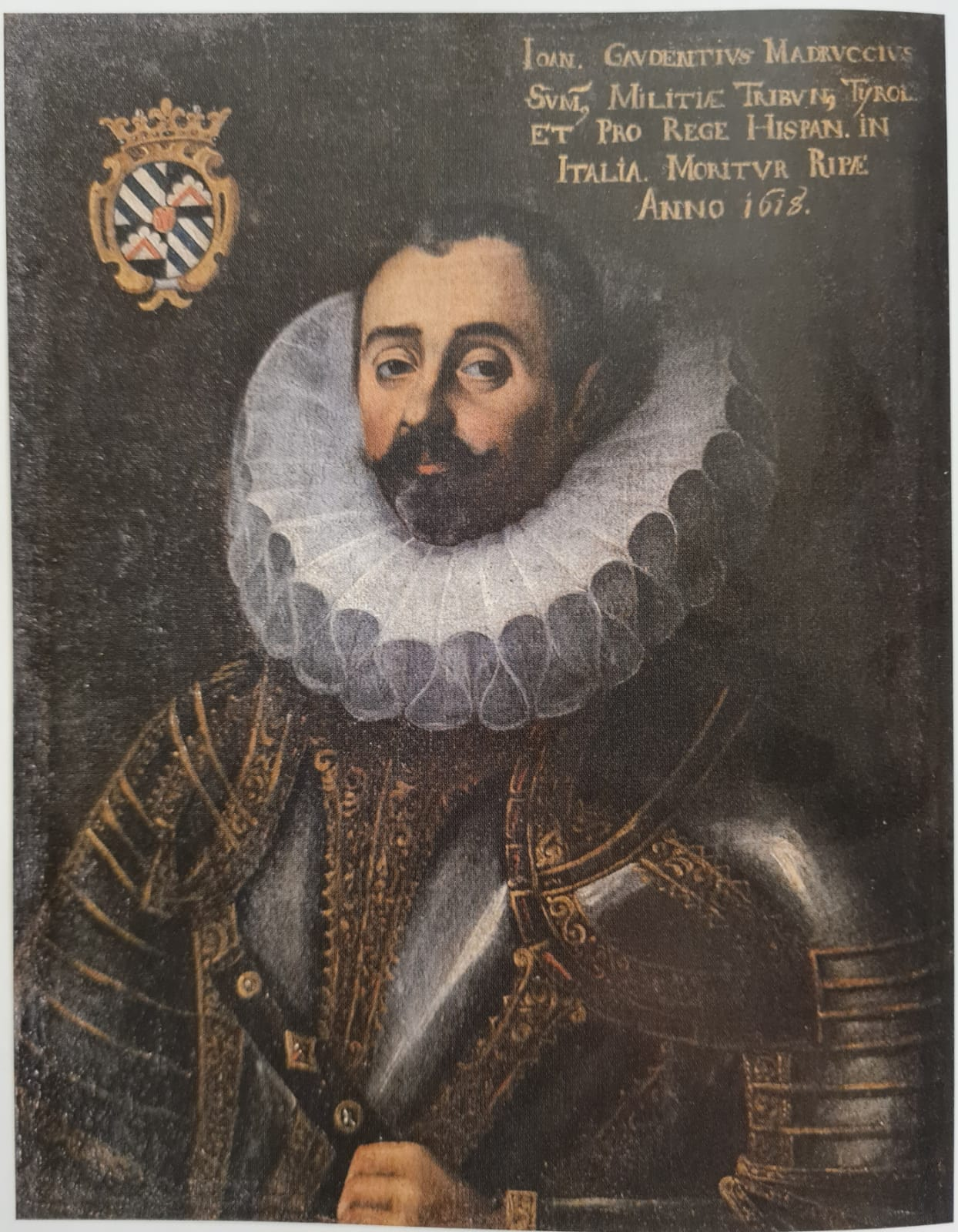
Giannangelo Gaudenzio Madruzzo

Giannangelo Gaudenzio Madruzzo (deutsch Gian Angelo Gaudenz von Madrutsch) (* 1562; † 11. Dezember 1618 in Riva del Garda) war ein Militär und Adeliger aus dem Geschlecht der Madruzzo.

## Leben
Giannangelo Gaudenzio Madruzzo war der erstgeborene Sohn von Fortunato Madruzzo und Margarethe von Hohenems. Er wurde nach dem Onkel seiner Mutter, Giannangelo Medici, dem späteren Papst Pius IV. benannt.
Ab 1577 studierte er in Ingolstadt und ab 1579 in Padua Jura. 1582 und 1594 nahm er im Gefolge des Kardinals Ludovico Madruzzo als päpstlicher Legat an den Reichstagen in Augsburg und Regensburg teil. Anfang 1595 besuchte er die Höfe von Mantua, Florenz und Rom, um im Auftrag von Kaiser Rudolf II. Soldaten für den Krieg gegen die Türken zu rekrutieren. Mit dieser Aufgabe war er auch in den folgenden Jahren betraut. 1597 begleitete er Margarete von Österreich auf ihrem Weg zu ihrem versprochenen Ehemann Philipp III. nach Spanien. 1601 befehligte er ein Bataillon beim vergeblichen Rückeroberungsversuch des Erzherzogs Ferdinand, der im Jahr zuvor an die Türken übergebenen Festung Kanizsa.
1599 heiratete er in erster Ehe die römische Adelige Caterina Orsini. 1601 wurde er von seinem Cousin, dem Kardinal und Fürstbischof von Trient Carlo Gaudenzio Madruzzo zum Statthalter von Riva auf der Rocca di Riva ernannt. Nach dem frühen Tod seiner ersten Frau, verheiratete er sich 1602 mit Alfonsina Gonzaga Novellara, die einer Nebenlinie der Gonzaga angehörte.
Aus dem schwellenden Streit zwischen dem Fürstbischof von Trient und den Grafen von Tirol um die Rocca di Riva und die Vorherrschaft an den sogenannten „Welschen Confinen“ konnte er sich heraushalten. In der Zwischenzeit war er neben Riva auch zum Burgherrn der ebenfalls den Madruzzo unterstehenden Burgen von Tenno und Stenico ernannt worden. 1604 wurde er zum Kapitän-General von Tirol berufen. Dennoch unterstrich er mit dem Bau der Inviolata-Kirche in Riva, die er mit seinem Cousin dem Fürstbischof vorantrieb, den Machtanspruch der Familie Madruzzo auf den Ort am nördlichen Gardaseeufer.
Nach Ende des langen Türkenkrieges warb er im Frühjahr 1606 im Auftrag des spanischen Königs Philipp III. in Oberitalien und Tirol erneut Soldaten an, mit denen der Habsburger Papst Paul V. im Streit mit der Republik Venedig militärisch stützen wollte. Im Kampf um die Vorherrschaft in Italien mischte neben Philipp III. auch Karl Emanuel I. aus dem Haus Savoyen mit, mit denen die Madruzzo traditionell eng verbunden waren und die Ansprüche auf die Markgrafschaft Montferrat erhoben. 1608 beteiligte er sich am spanisch-mailändischen Angriff auf das von den Savoyern gehaltene Vercelli. In dem nach dem Tode von Francesco IV. Gonzaga 1613 ausgebrochenen ersten Krieg um Montferrat, gelang es ihm sich mit diplomatischem Geschick herauszuhalten.
Im gleichen Jahr begleitete er seinen Cousin Carlo Gaudenzio Madruzzo zum Reichstag nach Regensburg. Mit letzterem teilte er seine Liebe zur Kunst. In seiner Wahlheimat ließ der seit 1610 den Baronstitel von Avio und Brentonico tragende Giannangelo Gaudenzio Madruzzo neben der Inviolata-Kirche 1611 das Kloster für den Orden der Armen Eremiten des Heiligen Hieronymus errichten.
Nach seinem Tod 1618 wurde er in der Inviolata-Kirche in Riva del Garda bestattet.